# Ola
Ola (rusky Ола) je sídlo městského typu, správní centrum olského okresu v Magadanské oblasti na ruském Dálném východě. Žije zde 5 704 obyvatel (2024).

## Geografie
Ola se nachází na pobřeží Ochotského moře na levém břehu stejnojmenné řeky při jejím ústí do Taujského zálivu. Obec se nachází asi 30 km vzdušnou čarou na východ od oblastního města Magadan.

## Etymologie
Ruští historikové vysvětlují název obce dvěma způsoby. Dříve byla řeka Ola známá jako Kola, což v evenčtině znamená naběračka, což odkazuje na tvar řeky v okolí osady. Podle druhé verze je jméno od evenckého slova olra, což znamená ryba.

## Dějiny
Na místě budoucí ruské osady žili Korjakové, kteří zde v roce 1669 zničili kozácký oddíl Konstantina Dmitrijeva. V roce 1716 byla osada založena ruskými kozáky během jejich postupu na východ. Byla jednou z prvních osad na pobřeží Ochotského moře, brzy po založení Ochotsku. V roce 1774 v osadě stál asi tucet jurt. V 19. století, před vznikem města Magadan, byla Ola výchozím bodem obchodní trasy  mezi Ochotským mořem a horním tokem Kolymy, která sloužila jako důležitá spojnice pro obchodníky a zlatokopy.
V roce 1896 měla Ola něco málo přes to lidí, stálo zde asi 20 jurt a 21 domů. V roce 1907 otevřel obchodník v Ole sběrnu ryb a roce 1913 se zde usadil americký průmyslník Olaf Svenson. Před ruskou revolucí bylo v Ole jediné stanoviště záchranářů v celé oblasti. Za své aktivity v revolučním roce 1905 byl do Oly vyhoštěn ruský porodník K. V. Ignatijev, který se stal jediným lékařem v oblasti a léčil všechny nemoci. V roce 1913 byla postavena první obecná škola. V roce 1914 byl v Ole otevřen poštovní a telegrafní úřad.
Dne 4. ledna 1926 se Ola stala centrem nově vytvořeného okresu. V té době byla v okolí Oly velké množství zlatokopů, kteří se přes Olu vydávali na Kolymu poté, co se rozšířily zvěsti o objevu zlata v regionu. Ve stejném roce se na rejdě u Oly ukotvil parník Krasnyj vympel, na jehož palubě shromáždil vedoucí Dálněvýchodního kraje V. A. Abramov zástupce kočovných Evenků, aby je začlenil do sovětské společnosti.
Dne 4. července 1928 přistála v Ole geologická expedice vedená Jurijem Bilibinem na palubě bývalého japonského parníku Daiboši Maru, čímž začala éra plánovaného rozvoje oblasti Kolymy. Ola poskytla sovětským geologům první průvodce, mezi nimi i zkušeného jakutského lovce Makara Medova. V této době se výrazně proměnil život v Ole - do sady přicházeli noví lidé a zlepšovalo se zásobování. V těsné blízkosti Oly začala vyrůstat osada Nagajevo s hlubokomořským přístavem, což postupně oslabovalo význam Oly jako výchozího bodu pro výpravy na Kolymu.
Roku 1931 byl založen kolchoz Přes sever a začala výstavba první sedmileté školy. V následujících letech se stavěly přístavy, silnice a skleníky, a obyvatelé Oly poprvé spatřili traktor a automobil. V roce 1935 byla dokončena nová škola a přibyla i dieselová elektrárna. Pořádaly se zde také každoroční jarmarky.
V průběhu druhé světová války přešla Ola na samostatné zásobování. Produkce ryb se zdvojnásobila a bylo postaveno malé letiště. Po válce Ola pokračovala ve svém růstu a v 50. letech byla vybudována hlavní silnice spojující Magadan a Olu. Osada se stala klíčovým centrem pro rybolov a zpracování ryb, zahrnující Olský rybí kombinát, jehož součástí byly rybářské závody v několika okolních vesnicích. V roce 1971 byla v Ole otevřena konzervárna, která umožnila prodej rybích výrobků do různých částí SSSR.
V roce 1957 získala Ola status sídla městského typu.
Ola se stala známou nejen rybolovem, ale také úspěchy v zemědělství. Kolchoz zde produkoval brambory, mrkev a řepu. V 60. letech vznikla Oblastní experimentální zemědělská stanice vybavená moderním zařízením, která se stala i výukovým centrem pro studenty z celé Magadanské oblasti, včetně zástupců původních obyvatel Sibiře. Zdejší zemědělské úspěchy zahrnovaly nejvyšší výnosy brambor a mléka. Na druhou stranu z oblasti téměř vymizelo tradiční pastevectví sobů.
V roce 1989 dosáhla populace Oly vrcholu, kdy zde žilo 10 122 obyvatel. Po rozpadu SSSR přišlo velké vylidnění Oly spojené s krachy podniků a nezaměstnaností.
V roce 2022 byla v Ole otevřena nová budova místní střední školy pro 800 studentů.

## Podnebí
Ola má drsné subarktické klima. Průměrná roční teplota vzduchu dosahuje −5,0 °C, průměrná relativní vlhkost vzduchu činí 77 % a průměrná rychlost větru je 4,3 m/s.

## Kultura
V obci je Lidové divadlo Ola, které uvádí moderní hry a vystupuje nejen v Magadanské oblasti ale i na celoruské scéně. V obci je vlastivědné muzeum, Palác kultury a kino. 

## Galerie

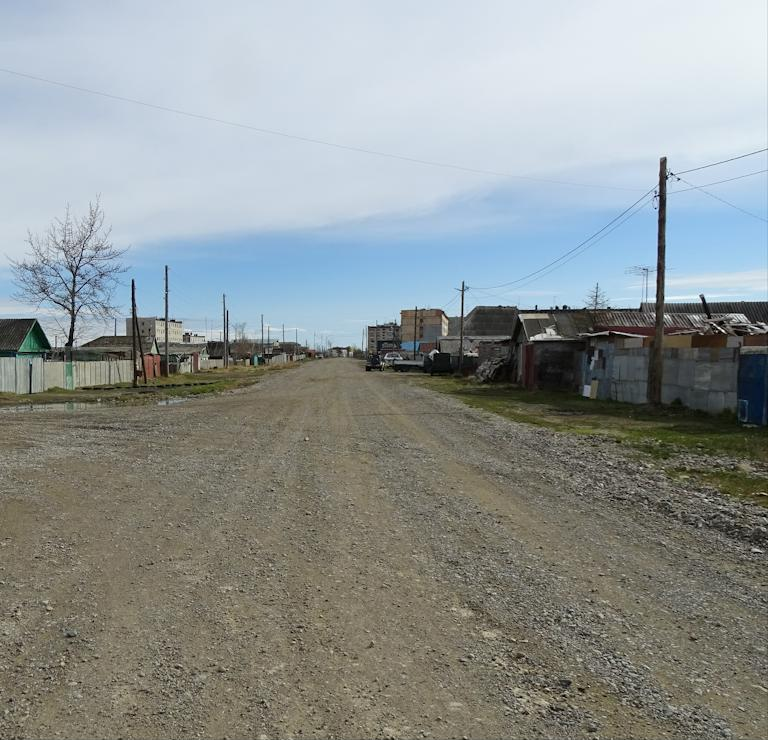
Silnice v Ole (2019)
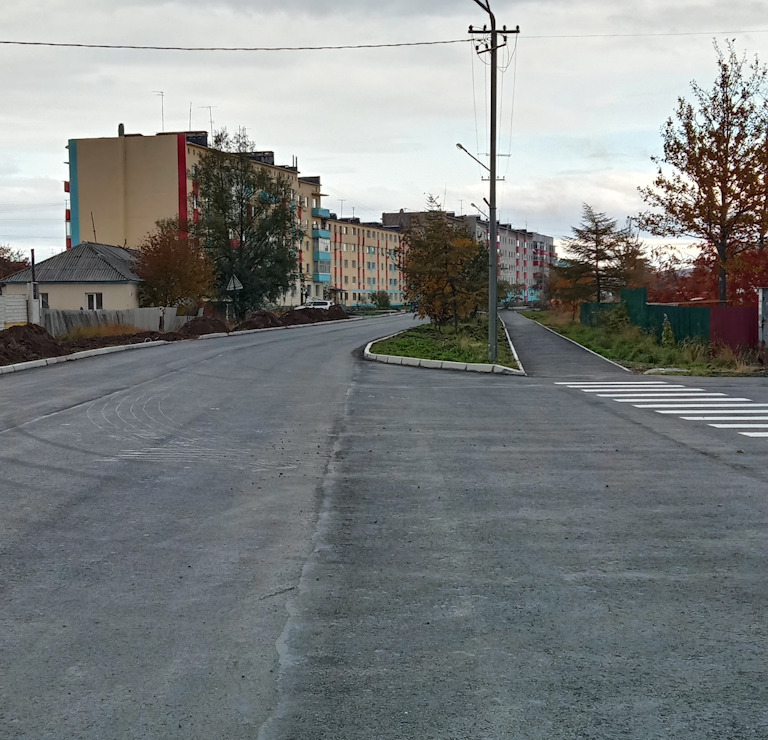
Ulice v Ole (2021)
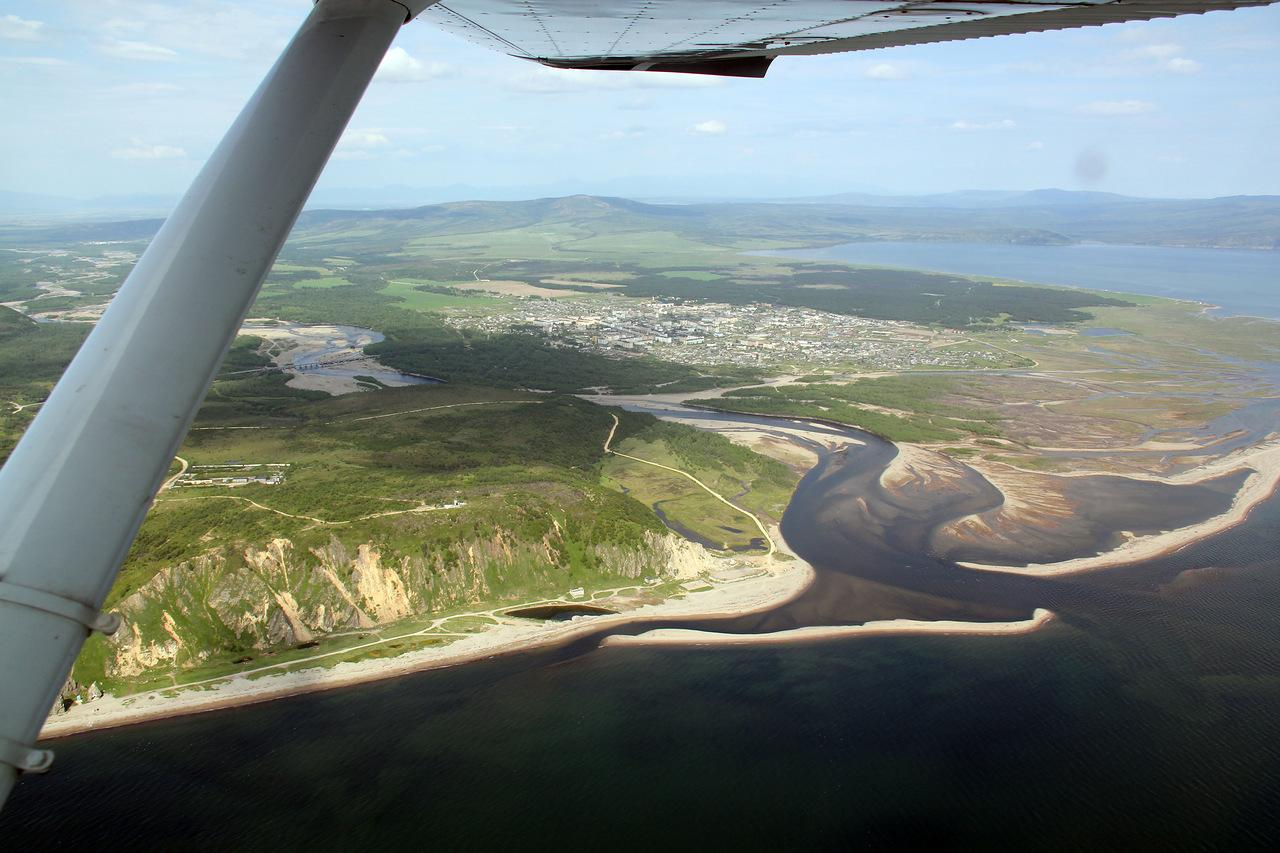
Letecký pohled na Olu (2012)